# Alejandra da Passano
Alejandra da Passano (geboren am 26. Juli 1947 in Buenos Aires; gestorben am 30. Juni 2014 ebenda) war eine argentinische Film- und Theaterschauspielerin.

## Leben
Sie ist die Tochter von María Rosa Gallo und Camilo da Passano. Ihr Bruder ist der Schauspieler Claudio da Passano. Sie war mit Rodolfo Ranni verheiratet.
Ihr Filmdebüt gab sie 1964 im Film Pajarito Gómez zusammen mit Nelly Beltrán und Maurice Jouvet. Berühmtheit erlangte sie mit Rollen in Telenovelas wie Muchacha italiana viene a casarse. 
Sie starb am 30. Juni 2014 nach über 50 Jahren im Showbusiness.

## Filmografie
- 1964: Teatro Trece (TV-Serie, 1 Folge)
- 1965: Pajarito Gómez
- 1965: Llegan parientes de España (TV Movie)
- 1967: Scandal in the Family
- 1969: Muchacha italiana viene a casarse (TV-Serie, 159 Folgen)
- 1970: Mr. President
- 1971: Cuatro hombres para Eva (TV-Serie, 29 Folgen)
- 1971: Cuatro historias de alquiler (TV-Serie, 14 Folgen)
- 1971: Ciclo de teatro argentino (TV-Serie, 1 Folge)
- 1971: The Big Highway
- 1972–1973: Malevo (TV-Serie, 329 Folgen)
- 1973: Teatro como en el teatro (TV-Serie)
- 1973: El Teatro de Norma Aleandro (TV-Serie)
- 1974: La madre María
- 1975: Juan del Sur (TV-Serie, 19 Folgen)
- 1979: Los hijos de López (TV-Serie, 29 Folgen)
- 1979: La posada del sol (TV-Serie, 19 Folgen)
- 1980: Rosa... de lejos (TV Series, 29 Folgen)
- 1980: Los hijos de López
- 1981: Eugenia (TV-Serie, 19 Folgen)
- 1981–1982: Los especiales de ATC (TV-Serie, 3 Folgen)
- 1982: Las 24 horas (TV-Serie, 3 Folgen)
- 1982: El mundo del espectáculo (TV-Serie, 1 Folge)
- 1981–1983: El ciclo de Guillermo Bredeston y Nora Cárpena (TV-Serie, 2 Folgen)
- 1984: La señora Ordóñez (TV-Serie, 92 Folgen)
- 1986: Chechechela, una chica de barrio
- 1987: Me niego perderte (TV-Serie, 120 Folgen)
- 1988: Juego diabólico
- 1989: Así son los míos (TV-Serie, 29 Folgen)
- 1990: La bonita página (TV-Serie, 1 Folge)
- 1993: Apasionada (TV Series, 65 Folgen)
- 1994: Alta comedia (TV-Serie, 2 Folgen)
- 1971–1975: Alta comedia (TV-Serie, 6 Folgen)
- 1996: Gino (TV-Serie, 120 Folgen)
- 1997: Passionate Revenge (TV-Serie, 3 Folgen)
- 1998: Gasoleros (TV-Serie)
- 1998: Endless Summer (TV-Serie)
- 1999: Salvajes (TV-Serie, 29 Folgen)
- 2000: Primicias (TV Series)
- 2002: Máximo in My Heart (TV-Serie, 3 Folgen)
- 2004: The Freedom of Music (TV-Serie)
- 2010: Peanuts One Dollar